# Список умерших в 1967 году
В этой статье представлен список известных людей, умерших в 1967 году.
- См. также: Категория:Умершие в 1967 году

## Январь
- 1 января — Елена Гнесина (93) — пианистка-педагог, заслуженный деятель искусств России, соосновательница, а затем директор Института им. Гнесиных.
- 1 января — Владимир Козин (68) — русский советский писатель, очеркист.
- 3 января — Мэри Гарден (92) — шотландская оперная певица.
- 8 января — Николай Охлопков (66) — русский советский актёр театра и кино, режиссёр, педагог, народный артист СССР (1948).
- 8 января — Збигнев Цибульский (39) — польский актёр театра и кино; погиб в железнодорожном происшествии.
- 10 января — Шарлотта Беренд-Коринт (86) — немецкая художница, мемуаристка, жена и модель Ловиса Коринта.
- 10 января — Михаил Колдубов (68) — Герой Советского Союза.
- 10 января — Вильгельм Мунтерс (68) — латвийский государственный деятель, дипломат.
- 10 января — Александр Шапошников (54) — Герой Советского Союза.
- 14 января — Якуб Усеинов (71) — советский архитектор.
- 15 января — Василий Ильенков (69) — русский советский писатель.
- 15 января — Глеб Романов (46) — известный советский артист театра и кино, певец, исполнитель танцев народов мира; сердечная недостаточность.
- 15 января — Давид Бурлюк (84) — украинский, русский и американский поэт, художник, один из основоположников российского футуризма.
- 16 января — Юрий Герман (56) — русский советский писатель, драматург, киносценарист.
- 19 января — Ласло Пери (67) — британский и венгерский график и скульптор-конструктивист.
- 20 января — Михаил Говоров (53) — Герой Советского Союза.
- 20 января — Болеслав Лихтерман (64) — украинский физиотерапевт, невролог.
- 21 января — Сергей Бутузов (57) — советский государственный и партийный деятель, 1-й секретарь Пензенского областного комитета ВКП(б) — КПСС (1952—1961).
- 21 января — Доротея Саксен-Кобург-Готская (85) — принцесса Саксен-Кобург-Готская.
- 21 января — Герхарт Зегер (70) — немецкий социал-демократический политик и публицист.
- 22 января — Ксенофонт Андреев Иванов (68) — болгарский ветеринар, академик Болгарской академии наук.
- 24 января — Борис Виппер (78) — советский искусствовед, заслуженный деятель искусств РСФСР.
- 25 января — Александр Абарян (69) — армянский советский режиссёр.
- 27 января — Вирджил Гриссом (40) — командир космического корабля «Аполлон-1»; погиб при пожаре.
- 27 января — Александр Ковальчук (56) — советский оператор документального кино.
- 27 января — Эдвард Уайт (36) — старший пилот космического корабля «Аполлон-1»; погиб при пожаре.
- 27 января — Роджер Чаффи (31) — пилот космического корабля «Аполлон-1»; погиб при пожаре.
- 29 января — Пётр Фоменко (69) — советский военачальник, генерал-лейтенант.
- 29 января — Закий Шаймарданов (43) — Герой Советского Союза.
- 30 января — Василий Аулов (55) — Герой Советского Союза.

## Февраль
- 2 февраля — Павел Павлов (58) — Герой Советского Союза.
- 4 февраля — Михаил Румянцев (50) — Герой Советского Союза.
- 4 февраля — Карп Свиридов (70) — советский военачальник. Генерал-лейтенант танковых войск, Герой Советского Союза.
- 5 февраля — Иван Воронец (74) — генерал-майор Советской Армии, участник Первой мировой, Гражданской и Великой Отечественной войн.
- 7 февраля — Пётр Гмыря (61) — директор Алчевского металлургического комбината.
- 7 февраля — Дэвид Юнайпон (94) — проповедник, изобретатель, писатель и журналист родом из аборигенов Австралии.
- 9 февраля — Фёдор Галкин (59) — Герой Советского Союза.
- 11 февраля — Иван Евстигнеев (67) — советский живописец-баталист.
- 12 февраля — Борис Курцев (46) — Герой Советского Союза.
- 12 февраля — Павел Радимов (79) — русский советский «крестьянский поэт» и художник, последний председатель Товарищества передвижников и Всероссийского союза поэтов.
- 12 февраля — Сергей Соловьёв (51) — советский футболист и хоккеист. Заслуженный мастер спорта.
- 13 февраля — Михаил Степаняк — украинский юрист, видный деятель ОУН.
- 14 февраля — Павел Батырев (69) — советский футболист, тренер. Заслуженный мастер спорта СССР.
- 15 февраля — Борис Платонов (63) — советский актёр театра и кино. Народный артист СССР.
- 15 февраля — Николай Стрелецкий (81) — советский учёный-механик, специалист в области строительных конструкций и мостостроения. Член-корреспондент АН СССР.
- 16 февраля — Давид Зив (51) — советский радиохимик, дважды лауреат Сталинской премии.
- 16 февраля — Александр Хвостенко-Хвостов — российский и украинский советский художник.
- 18 февраля — Евдоким Давыдов (72) — Герой Советского Союза.
- 18 февраля — Роберт Оппенгеймер (62) — американский физик еврейского происхождения, руководивший (1943—1945) созданием американской атомной бомбы.
- 19 февраля — Фёдор Сафронов (50) — Герой Советского Союза.
- 19 февраля — Максуд Шейхзаде (58) — советский узбекский писатель, поэт, драматург; литературовед и языковед.
- 20 февраля — Борис Есипов (72) — советский педагог и учёный, организатор образования.
- 21 февраля — Вольф Альбах-Ретти (60) — австрийский актёр. Отец актрисы Роми Шнайдер.
- 21 февраля — Юрий Тарич (82) — советский кинорежиссёр и сценарист.
- 22 февраля — Владимир Дрейер (90) — генерал-лейтенант русской армии. Участник Первой мировой войны. Участник белого движения. Эмигрант.
- 22 февраля — Пётр Заславский (56) — советский политический деятель, ответственный секретарь Архангельского губернского комитета РКП(б) (1922-1923).
- 23 февраля — Николай Елисеев (55) — Герой Советского Союза.

## Март
- 1 марта — Рафаэль Коэльо-Рамос (89) — гондурасский композитор, дирижёр и педагог.
- 3 марта — Глеб Глебов (67) — советский белорусский актёр, народный артист СССР.
- 4 марта — Михаил Горбатов (52) — начальник Управления КГБ по Калининской области (1958-1965).
- 7 марта — Сарра Лебедева (74) — русская советская художница, мастер скульптурного портрета, автор памятника на могиле Бориса Пастернака в Переделкино.
- 8 марта — Елена Кульчицкая (89) — советская украинская художница, график.
- 8 марта — Александр Расплетин (58) — советский учёный и конструктор в области радиотехники и электроники, академик АН СССР.
- 9 марта — Лев Никулин (75) — русский советский писатель и журналист. Лауреат Сталинской премии третьей степени.
- 9 марта — Николай Яккола (61) — советский писатель, драматург, публицист, литературный критик.
- 12 марта — Василий Беляндра (53) — Герой Советского Союза.
- 13 марта — Гайк Овакимян (68) — советский разведчик, генерал-майор МГБ.
- 13 марта — Кароль Руммель (78) — белорусский, польский и российский спортсмен-конник, участник летних Олимпийских игр.
- 16 марта — Игорь Гирсанов (32) — советский математик.
- 16 марта — Григорий Жаткович (80) — карпаторусский государственный и общественный деятель, доктор права, адвокат, журналист.
- 17 марта — Домиан Козачковский (70) — украинский советский актёр театра и кино, режиссёр. Народный артист УССР.
- 20 марта — Африкан Вотинов (49) — участник Великой Отечественной войны, Герой Советского Союза.
- 22 марта — Иван Беляев (59) — советский государственный и партийный деятель, председатель СМ Карельской АССР (1959-1967).
- 23 марта — Лалла Карлсен (77) — норвежская певица и актриса.
- 24 марта — Николай Шмельков (54) — участник Великой Отечественной войны, Герой Советского Союза.
- 27 марта — Павел Найдёнов (61) — советский коммунистический деятель.
- 27 марта — Рихард Тесаржик (51) — чехословацкий военачальник, участник Великой Отечественной войны, Герой Советского Союза.
- 28 марта — Александр Ильинский (63) — советский театральный актёр. Народный артист СССР.
- 28 марта — Берта Ласк (88) — немецкая поэтесса, драматург и журналистка.
- 29 марта — Кирилл Кузнецов (56) — участник Великой Отечественной войны, Герой Советского Союза.
- 30 марта — Михаил Дикий (49) — полковник Советской Армии, участник Великой Отечественной войны, Герой Советского Союза.
- 30 марта — Макар Терёхин (71) — участник Великой Отечественной войны, Герой Советского Союза.
- 31 марта — Родион Малиновский (68) — советский военачальник и государственный деятель, Маршал Советского Союза (1944).
- 31 марта — Александр Бакулев (76) — советский учёный-хирург, один из основоположников сердечно-сосудистой хирургии в СССР, доктор медицинских наук, профессор, академик АН СССР, академик и президент АМН СССР.
- 31 марта — Николай Гуляев (45) — Герой Советского Союза.

## Апрель
- 2 апреля — Амазасп Арутюнян (68) — советский политический деятель, чрезвычайный и полномочный посол СССР в Канаде (1958-1963).
- 2 апреля — Саргис Какабадзе (81) — советский грузинский историк и филолог, доктор исторических наук, профессор.
- 3 апреля — Василий Никольский (85) — артист оперы, народный артист Азербайджанской ССР.
- 5 апреля — Дмитрий Уланин (47) — участник Великой Отечественной войны, Герой Советского Союза.
- 5 апреля — Михаил Эльман (76) — российский и американский скрипач.
- 7 апреля — Рейнолдс, Гилберт Вестакотт (71) — южноафриканский оптик и ботаник.
- 12 апреля — Кенен Азербаев (82) — казахский акын и жырау, певец и композитор.
- 12 апреля — Абрам Хасин (68) — советский военный деятель.
- 13 апреля — Василий Попков (62) — участник Великой Отечественной войны, Герой Советского Союза.
- 13 апреля — Луис Сомоса Дебайле (44) — президент Никарагуа с 29 сентября 1957 по 1 мая 1963; сердечный приступ.
- 15 апреля — Андрей Елисеев (57) — участник Великой Отечественной войны, Герой Советского Союза.
- 15 апреля — Тото (69) — один из величайших итальянских комиков.
- 16 апреля — Мирон Кузовлев (43) — участник Великой Отечественной войны, Герой Советского Союза.
- 17 апреля — Алексей Бахаев — советский деятель, председатель исполнительного комитета Сталинского городского совета депутатов трудящихся Сталинской области.
- 19 апреля — Конрад Аденауэр (91) — первый федеральный канцлер ФРГ (1949—1963).
- 20 апреля — Андрей Лейков (62) — участник Великой Отечественной войны, Герой Советского Союза.
- 20 апреля — Михаил Мнышенко (68) — полковник Советской Армии, участник Великой Отечественной войны, Герой Советского Союза.
- 21 апреля — Иван Крипякевич — украинский историк, академик Академии наук УССР.
- 22 апреля — Иона Никитченко (71) — советский юрист, генерал-майор юстиции.
- 22 апреля — Яков Шарабурко (71) — советский военный деятель, Генерал-майор.
- 22 апреля — Пётр Покрышев (52) — дважды Герой Советского Союза, лётчик-истребитель, генерал-майор.
- 24 апреля — Владимир Комаров (40) — советский космонавт; погиб во время посадки после выполнения полета на космическом корабле «Союз-1» из-за отказа парашютной системы спускаемого аппарата.
- 25 апреля — Джозеф Гровс Боксхолл (83) — британский моряк, четвёртый помощник капитана корабля «Титаник».
- 26 апреля — Николай Игнатов (52) — советский политический деятель, 1-й секретарь Орловского областного комитета КПСС (1964-1965).
- 26 апреля — Василий Мишулин (67) — участник Великой Отечественной войны, Герой Советского Союза.

## Май
- 1 мая — Георгий Шолохов-Синявский (65) — русский советский писатель.
- 2 мая — Зиновий Бирнов (56) — советский шахматный композитор. Мастер спорта СССР по шахматной композиции.
- 2 мая — Борис Смирнов (75) — врач и санскритолог.
- 3 мая — Эрнст Волльвебер (68) — немецкий политический деятель, после прихода к власти нацистов создал «союз Волльвебера», занимавшийся сбором развединформации и саботажем против германских кораблей в районе Балтийского моря; министр государственной безопасности ГДР в 1953—1957.
- 3 мая — Афанасий Горбачёв (48) — Герой Советского Союза.
- 4 мая — Алексей Власов — Герой Советского Союза.
- 4 мая — Мариям Семятова (50) — уйгурская советская актриса, народная артистка Казахской ССР.
- 5 мая — Василий Корж (68) — Герой Советского Союза.
- 8 мая — Джон Дейвис (83) — австралийский исследователь Антарктики, штурман, капитан научных судов.
- 8 мая — Элмер Райс — американский драматург, режиссёр.
- 10 мая — Сафар Бектелеев (54) — советский политический деятель, 1-й секретарь Кзыл-Ординского областного комитета КП(б) Казахстана (1950-1952).
- 11 мая — Борис Глинка (52) — Герой Советского Союза.
- 11 мая — Каро Закарян (71) — армянский советский композитор и дирижёр.
- 11 мая — Лев Шейнин (61) — советский юрист, писатель и киносценарист.
- 12 мая — Пётр Белокрылов (42) — Полный кавалер ордена Славы.
- 12 мая — Ливиу Деляну (56) — молдавский и румынский поэт.
- 12 мая — Джон Мейсфилд (88) — английский поэт, писатель, журналист.
- 12 мая — Василий Стаценко (44) — Герой Советского Союза.
- 13 мая — Лев Зубок (72) — советский историк-американист.
- 13 мая — Лоренс Шарки (68) — деятель австралийского и международного рабочего движения, политический и профсоюзный деятель, журналист.
- 14 мая — Йоп Вигел (64) — нидерландский футболист.
- 15 мая — Матвей Варсапов — ненецкий оленевод и драматург.
- 15 мая — Антон Одуха (57) — Герой Советского Союза.
- 17 мая — Герш Глейзер — молдавский советский математик, педагог и историк математики.
- 21 мая — Геза Лакатош (77) — венгерский генерал.
- 22 мая — Андрей Булгаков (53) — Герой Советского Союза.
- 22 мая — Самуил Сендерей (62) — советский российский композитор.
- 24 мая — Шихали Курбанов (41) — азербайджанский государственный и общественный деятель, учёный-литературовед, писатель, поэт и драматург, доктор филологических наук.
- 26 мая — Бронислав Любанский (62) — генерал-майор инженерных войск Советской Армии, бригадный генерал Войска Польского.
- 27 мая — Василий Аверченко (50) — Герой Советского Союза.
- 27 мая — Георгий Буховец (66) — советский военачальник, генерал-лейтенант.
- 27 мая — Виктор Гладилин (45) — лейтенант Советской Армии, участник Великой Отечественной войны, Герой Советского Союза (1943), лишён всех званий и наград.
- 27 мая — Назар Юшковский — Полный кавалер ордена Славы
- 29 мая — Хан Бабаев (48) — азербайджанский советский кинооператор.
- 29 мая — Георг Вильгельм Пабст (81) — австрийский кинорежиссёр, внёсший неоценимый вклад в киноискусство Германии.
- 30 мая — Иван Буслаев (63) — советский военный деятель, генерал-майор, Герой Советского Союза.
- 30 мая — Виктор Истрин (63) — русский советский литературовед, доктор филологических наук.

## Июнь
- 2 июня — Бенно Онезорг (26) — немецкий студент по специальностям романистика и германистика; убит во время мирной демонстрации против визита главы Ирана шаха Мохамеда Реза Пехлеви в Западный Берлин и ФРГ; гибель Онезорга стала поводом к созданию боевой партизанской организации «Движение 2 июня», позже присоединившейся к леворадикальной Фракции Красной Армии.
- 3 июня — Пётр Жуков (53) — участник Великой Отечественной войны, Герой Советского Союза.
- 3 июня — Леонид Полосухин (66) — генерал-майор Советской Армии, участник польского похода и Великой Отечественной войны.
- 4 июня — Анатолий Беляев (60) — советский учёный в области металлургии цветных металлов и полупроводниковых материалов.
- 6 июня — Николай Дешин (66) — старший сержант Рабоче-крестьянской Красной Армии, участник Великой Отечественной войны, Герой Советского Союза.
- 7 июня — Сергей Городецкий (83) — русский поэт.
- 7 июня — Винцас Миколайтис-Путинас (74) — литовский писатель, поэт, драматург, литературовед.
- 8 июня — Нахум Левин (62) — израильский политик, депутат кнессета (3, 4, 5 созывы) от фракций «Херут» и «ГАХАЛ».
- 10 июня — Илья Ярёменко (41) — полный кавалер ордена Славы.
- 11 июня — Николай Тальберг (81) — русский духовный писатель, публицист, историк.
- 12 июня — Иван Воробьёв (59) — подполковник Советской Армии, участник боёв на Халхин-Голе, советско-финской и Великой Отечественной войн, Герой Советского Союза.
- 13 июня — Паттерсон, Джеральд (71) — австралийский теннисист.
- 14 июня — Арон Карпоносов — генерал-лейтенант Советской Армии.
- 15 июня — Андрей Харитонов (71) — советский военный деятель, Генерал-майор.
- 18 июня — Николай Власик (71) — начальник охраны Иосифа Сталина, генерал-лейтенант.
- 18 июня — Владимир Пасюков (41) — гвардии сержант Рабоче-крестьянской Красной Армии, участник Великой Отечественной войны, Герой Советского Союза, лишён звания.
- 19 июня — Абрам Дангулов (66) — советский футболист, тренер. Заслуженный мастер спорта СССР.
- 19 июня — Афанасий Ермаков (62) — Герой Советского Союза.
- 20 июня — Семен Березин (65) — полковник Советской Армии, участник Советско-финской и Великой Отечественной войн, Герой Советского Союза.
- 20 июня — Борис Одинцов — русский учёный-почвовед.
- 22 июня — Адриан Шапошников (80) — российский и туркменский советский композитор.
- 26 июня — Василий Глазунов (71) — Герой Советского Союза.
- 26 июня — Франсуаза Дорлеак (25) — французская актриса, сестра Катрин Денёв и дочь французского актёра Мориса Дорлеака.
- 28 июня — Сергей Вишневский (74) — советский военачальник, генерал-майор. Участник Великой Отечественной войны.
- 28 июня — Оскар Мария Граф — немецкий баварский писатель.
- 30 июня — Явуз Абадан (62) — турецкий юрист и журналист, депутат Великого национального собрания Турции.

## Июль
- 2 июля — Василий Попов (73) — участник Великой Отечественной войны, Герой Советского Союза.
- 3 июля — Михаил Кочетков (62) — советский разведчик, военный педагог. Генерал-лейтенант.
- 4 июля — Ондржей Секора — чешский художник, иллюстратор художественной литературы, писатель, журналист, энтомолог и спортивный деятель.
- 4 июля — Джо Экерли — британский писатель, редактор еженедельного журнала Би-би-си «The Listener», открытый гей.
- 7 июля — Вивьен Ли (53) — английская актриса, обладательница двух премий «Оскар».
- 7 июля — Анатолий Мальцев (57) — советский математик, основоположник сибирской школы алгебры и логики.
- 7 июля — Абрам Нейман (74) — германский и французский изобретатель и предприниматель.
- 12 июля — Фридрих Эрмлер (69) — советский кинорежиссёр, актёр, сценарист, лауреат четырёх Сталинских премий.
- 14 июля — Иван Пахолюк (50) — подполковник Советской Армии, участник Великой Отечественной войны, Герой Советского Союза.
- 17 июля — Григорий Сербин (54) — старший сержант Рабоче-Крестьянской Красной армии, участник Великой Отечественной войны, полный кавалер ордена Славы.
- 18 июля — Ян Дзенит (73) — заместитель командующих ряда армий и военных округов, генерал-лейтенант.
- 20 июля — Михаил Подшибякин — участник Великой Отечественной войны, Герой Советского Союза.
- 20 июля — Яков Голосовкер (76) — русский советский философ, писатель, переводчик.
- 21 июля — Эйжен Лаубе (87) — выдающийся латышский архитектор.
- 21 июля — Андраш Литтаи (82) — венгерский генерал-полковник.
- 24 июля — Эрнестас Галванаускас (84) — литовский общественный и государственный деятель.
- 24 июля — Соломон Зелихман (67) — советский художник, живописец и график.
- 24 июля — Борис Кокенай (74) — исследователь фольклора, истории и культуры караимов, собиратель предметов старины.
- 24 июля — Павел Петров (85) — генерал-майор. Участник Первой мировой и Гражданской войн.
- 26 июля — Даниил Карпенков (63) — генерал-майор Советской Армии, участник Великой Отечественной войны.
- 26 июля — Герман Толь (60) — американский политик, член Палаты представителей США от Пенсильвании в 1959—1967 годах.
- 27 июля — Алексей Малявин (58) — Полный кавалер Ордена Славы.
- 28 июля — Хюб Феликс (72) — нидерландский футболист.
- 29 июля — Александр Ват — польский писатель, поэт, переводчик; один из создателей польского футуризма.

## Август
- 1 августа — Александр Обухов (45) — Герой Советского Союза.
- 1 августа — Семён Шилов (57) — Герой Советского Союза.
- 2 августа — Василий Антонов (53) — советский государственный и партийный деятель, 1-й секретарь Астраханского областного комитета КПСС.
- 5 августа — Иван Гусихин (74) — советский военный деятель, председатель Исполнительного комитета Калининского областного Совета (1937-1938).
- 5 августа — Михаил Петров (62) — Герой Советского Союза
- 6 августа — Юрий Гарнаев (49) — Советский лётчик. Заслуженный лётчик-испытатель СССР, Герой Советского Союза
- 7 августа — Владимир Гельфрейх (82) — советский архитектор, действительный член Академии архитектуры СССР.
- 8 августа — Сергей Сорокин (47) — Герой Советского Союза.
- 9 августа — Арсений Вашнев (73) — советский военачальник и деятель промышленности.
- 11 августа — Леонид Вяткин (55) — советский государственный и партийный деятель, заместитель министра строительства предприятий тяжёлой индустрии Казахской ССР (1967).
- 13 августа — Глеб Праксейн (48) — советский художник и книжный иллюстратор.
- 15 августа — Рене Магритт (68) — бельгийский художник-сюрреалист.
- 18 августа — Анатолий Абакумов (45) — Герой Социалистического Труда.
- 19 августа — Исаак Дойчер (60) — историк и публицист.
- 19 августа — Анатолий Краснов (61) — Герой Советского Союза.
- 19 августа — Михаил Новосельцев (67) — Герой Советского Союза.
- 21 августа — Пётр Васильевич Макаров (62) — советский биолог и цитолог.
- 22 августа — Пётр Кривоногов — советский живописец-баталист.
- 23 августа — Натаниэль Картмелл (84) — американский легкоатлет, чемпион и призёр летних Олимпийских игр.
- 25 августа — Стэнли Брюс (84) — австралийский государственный деятель, премьер-министр Австралии (1923-1929).
- 25 августа — Иван Кадочников (56) — Герой Советского Союза.
- 25 августа — Иван Петренко (43) — командир огневого взвода 659-го артиллерийского полка 221-й стрелковой дивизии 39-й армии 3-го Белорусского фронта, лейтенант, Герой Советского Союза.
- 25 августа — Пол Муни (71) — известный голливудский кино- и театральный актёр 30-х — 40-х годов.
- 25 августа — Семён Тихончук (63) — генерал-майор танковых войск Советской Армии, генерал бригады Войска Польского.
- 27 августа — Брайан Эпстайн (32) — менеджер группы «Битлз» (1962—1967); передозировка карбитала.
- 28 августа — Борис Столпнер (96) — переводчик философской литературы.
- 29 августа — Толеген Айбергенов (30) — казахстанский литератор, поэт, учёный, историк.
- 29 августа — Николай Ворвулёв (50) — белорусский и украинский советский оперный певец, народный артист СССР.
- 29 августа — Валерий Грушин (22) — исполнитель бардовской песни; трагически погиб.
- 30 августа — Алексей Пашкевич (50) — Герой Советского Союза.
- 31 августа — Хуан Виталио Акунья Нуньес (42) — кубинский военный деятель.
- 31 августа — Самед Бехранги (28) — иранский детский писатель.
- 31 августа — Тамара Бунке (29) — латиноамериканская революционерка немецкого происхождения, боец боливийского отряда Че Гевары; убита.
- 31 августа — Михаил Ковалёв (70) — советский военный деятель, командующий войсками Забайкальско-Амурского военного округа (1947-1949), генерал-полковник.
- 31 августа — Илья Эренбург (76) — советский писатель, поэт, переводчик с французского и испанского языков, публицист и общественный деятель.

## Сентябрь
- 1 сентября — Аслан Асланов — старший сержант РККА. Полный кавалер ордена Славы.
- 1 сентября — Ильза Кох (60) — немецкая деятельница НСДАП, жена Карла Коха, коменданта концлагерей Бухенвальд и Майданек; повесилась в тюремной камере.
- 2 сентября — Иван Щипун (53) — политрук роты управления 8-го механизированного полка 5-го механизированного корпуса 20-й армии Западного фронта, старший политрук.
- 4 сентября — Владимир Разумов — советский ученый в области ракетной техники.
- 4 сентября — Росс Шеппард (78) — канадский легкоатлет.
- 5 сентября — Алексей Варавва (85) — украинский поэт, прозаик. Редактор.
- 5 сентября — Сергей Левик (83) — российский оперный певец-баритон, музыковед и переводчик с французского и немецкого языков.
- 8 сентября — Александр Лебединский (54) — советский астрофизик и геофизик.
- 9 сентября — Павел Скопин (65) — участник Великой Отечественной войны, Герой Советского Союза.
- 11 сентября — Иван Пырский (61) — советский военачальник, генерал-полковник артиллерии.
- 12 сентября — Владимир Бартол (1903—1967), словенский писатель.
- 13 сентября — Михаил Шатов (47) — участник Великой Отечественной войны, Герой Советского Союза.
- 14 сентября — Абдель Хаким Амер (47) — первый вице-президент и военный министр Египта и Объединённой Арабской Республики.
- 14 сентября — Василий Греченко (61) — советский украинский театральный художник.
- 14 сентября — Саидходжа Урунходжаев — новатор колхозного производства, председатель колхоза «Москва».
- 14 сентября — Пётр Фролов — красноармеец Рабоче-крестьянской Красной Армии, участник Великой Отечественной войны, Герой Советского Союза.
- 15 сентября — Ахмед Ерикеев (64) — татарский поэт.
- 15 сентября — Иван Кононов (67) — коллаборационист, генерал-майор Вооружённых Сил Комитета освобождения народов России.
- 16 сентября — Павло Тычина (76) — украинский советский поэт и государственный деятель.
- 18 сентября — Джон Кокрофт (70) — английский физик, лауреат Нобелевской премии по физике.
- 19 сентября — Зинаида Серебрякова (82) — русская художница, участница объединения «Мир Искусства», одна из первых русских женщин, вошедших в историю живописи.
- 22 сентября — Николай Зиновьев (54) — советский режиссёр и сценарист.
- 22 сентября — Сергей Лесной — учёный-эмигрант, биолог-энтомолог.
- 24 сентября — Роберт ван Гулик (57) — голландский востоковед, дипломат, музыкант и писатель, наиболее известный благодаря циклу повестей о судье Ди.
- 27 сентября — Отто Нагель (73) — немецкий живописец и график.
- 27 сентября — Александр Сашин-Никольский (67) — актёр театра и кино.
- 27 сентября — Феликс Юсупов (80) — князь, граф Сумароков-Эльстон, один из участников убийства Григория Распутина.
- 28 сентября — Анатолий Ненашев (64) — советский театральный художник, заслуженный деятель искусств Казахской ССР.
- 29 сентября — Людвиг Донат (67) — австрийский и американский актёр.
- 29 сентября — Йозеф Грубер (55) — австрийский футбольный тренер.
- 29 сентября — Карсон Маккалерс — американская писательница.

## Октябрь
1 октября
- Пётр Масленников (44) — старший лейтенант Советской Армии, участник Великой Отечественной войны, Герой Советского Союза.
- Александр Нёмитц (88) — контр-адмирал Российского императорского флота, командующий Черноморским флотом.

2 октября
- Евгений Булюбаш (94) — генерал-майор, участник Первой мировой войны и Белого движения на Юге России, первопоходник, военный преподаватель. Эмигрант. Автор воспоминаний.
- Сергей Горюнов (67) — советский военачальник, генерал-полковник авиации, Герой Советского Союза.
- Иван Шапшаев — Герой Советского Союза.
- Эрколе Эрколе (80) — итальянский генерал авиационной бригады.

4 октября
- Януш Радзивилл (87) — князь, последний ординат Олыки и магнат Неборова.

6 октября
- Алимпий Попович (78) — сербский священник, градоначальник Нови-Сада (1944—1949).

8 октября
- Клемент Эттли (84) — британский политик, лидер Лейбористской партии и 62-й премьер-министр Великобритании (1945—1951).

9 октября
- Андре Моруа (82) — французский писатель.
- Эрнесто Че Гевара (39) — латиноамериканский революционер, команданте Кубинской революции 1959 года и кубинский государственный деятель; расстрелян.

11 октября
- Иван Исаков (73) — Герой Советского Союза.

13 октября
- Илья Кожар (65) — Герой Советского Союза.

14 октября
- Яков Артюшенко (66) — советский политический деятель, председатель Исполнительного комитета Тарнопольского - Тернопольского областного Совета (1944-1946).
- Соломон Геллерштейн (70) — советский учёный, доктор биологических наук.
- Стефан Зорьян (77) — армянский писатель, академик АН Армении (1965).

15 октября
- Виктор Ветров (45) — Герой Советского Союза.
- Роман Роздольский (69) — украинский учёный-марксист.
- Константин Скрипченко (51) — советский футболист, вратарь.

16 октября
- Пётр Воробьёв (65) — Полный кавалер Ордена Славы.

17 октября
- Пу И (61) — десятый представитель маньчжурской династии Цин, последний император Китая (1908—1912 годы, сохранял титул как нецарствующий император до 1924); в 1932—1945 Верховный правитель, а затем (с 1934) Император Маньчжоу-го, генералиссимус.

19 октября
- Павел Куприненко (64) — гвардии подполковник.

20 октября
- Михаил Ромм (76) — российский и советский футболист.

21 октября
- Анна Антоновская (81) — русская советская писательница, сценарист, литературный критик и публицист.

23 октября
- Абел Велзинг (81) — нидерландский футболист.
- Матвей Нагорный (59) — участник Великой Отечественной войны, полный кавалер ордена Славы.

25 октября
- Виталий Гальберштадт — французский шахматист и шахматный композитор-этюдист.
- Александр Осипов (55) — православный богослов.

30 октября
- Жюльен Дювивье (71) — французский кинорежиссёр.

## Ноябрь
- 2 ноября — Александр Шендеров (70) — российский и советский художник, живописец.
- 3 ноября — Николай Андоньев (65) — советский военачальник, генерал-майор.
- 5 ноября — Яков Калашников (40) — советский украинский художник, член Союза художников Украины.
- 5 ноября — Александр Сергеев (43) — Полный кавалер Ордена Славы.
- 6 ноября — Алексей Бунин (56) — советский актёр кино и театра. Лауреат Сталинской премии третьей степени.
- 6 ноября — Георги Василев Паспалев (72) — болгарский зоолог-гельминтолог, член-корреспондент Болгарской академии наук.
- 7 ноября — Пётр Земцов (46) — сержант Советской Армии, участник Великой Отечественной войны, Герой Советского Союза.
- 15 ноября — Элис Лейк (72) — американская актриса.
- 15 ноября — Василий Сорока — участник Великой Отечественной войны, Герой Советского Союза.
- 16 ноября — Владимир Глуздовский (64) — советский военачальник, в годы Великой Отечественной войны командующий армиями, генерал-лейтенант.
- 16 ноября — Октавиу Зани (65) — бразильский легкоатлет.
- 17 ноября — Нурмолда Алдабергенов (60) — один из организаторов колхозного движения в Казахстане, председатель колхозов. Дважды Герой Социалистического Труда.
- 18 ноября — Борис Супян (63) — советский военный деятель, генерал-майор танковых войск.
- 19 ноября — Жуан Гимарайнш Роза (59) — бразильский писатель.
- 20 ноября — Михаил Мизинов (49) — участник Великой Отечественной войны, Герой Советского Союза.
- 21 ноября — Владимир Лебедев (76) — один из крупнейших советских художников-графиков.
- 22 ноября — Павел Корин (75) — русский живописец, Народный художник СССР (1962).
- 22 ноября — Николай Майсурян (71) — советский учёный-растениевод и селекционер, педагог.
- 23 ноября — Отто Дойч (84) — австрийский музыковед, источниковед, историк культуры.
- 23 ноября — Афанасий Мякишев — деятель органов госбезопасности СССР.
- 25 ноября — Осип Цадкин (77) — французский скульптор, выходец из России.
- 27 ноября — Леонид Лавровский (62) — советский балетмейстер. Народный артист СССР.
- 28 ноября — Пётр Куницын (46) — Герой Советского Союза.
- 29 ноября — Владимир Коновалов (55) — советский подводник, Герой Советского Союза.
- 30 ноября — Абрам Черкасский (81) — советский художник, живописец, и педагог.

## Декабрь
- 2 декабря — Василий Козлов (64) — советский и белорусский партийный и государственный деятель, Герой Советского Союза.
- 5 декабря — Анатолий Зубков (67) — советский ученый и педагог.
- 5 декабря — Николай Исупов (58) — майор Советской Армии, участник Великой Отечественной войны, Герой Советского Союза.
- 6 декабря — Дмитрий Козлов (71) — советский военачальник, Генерал-лейтенант.
- 6 декабря — Лиллиан Эванти (77) — американская оперная певица.
- 10 декабря — Отис Реддинг (26) — американский соул-певец; авиакатастрофа.
- 11 декабря — Михаил Глидер (67) — советский кинооператор.
- 11 декабря — Сидор Ковпак (80) — командир Путивльского партизанского отряда и соединения партизанских отрядов Сумской области, член нелегального ЦК КП (б) Украины, дважды Герой Советского Союза.
- 12 декабря — Николай Михайлов (72) — советский военный, государственный и политический деятель.
- 13 декабря — Валерия Барсова (75) — русская и советская оперная певица.
- 16 декабря — Фатма Эсма Найман — турецкая переводчица и педагог, депутат Великого национального собрания Турции.
- 16 декабря — Михаил Шириков (42) — Герой Советского Союза;
- 17 декабря — Владимир Данченко (53) — украинский советский актёр театра и кино.
- 17 декабря — Гарольд Холт (59) — 17-й премьер-министр Австралии; погиб (утонул) при не выясненных до конца обстоятельствах.
- 17 декабря — Пётр Храпов (55) — Герой Советского Союза;
- 20 декабря — Николай Сухих (50) — Полный кавалер ордена Славы.
- 22 декабря — Эммануил Дейчман (78) — советский военный врач, подполковник медицинской службы.
- 22 декабря — Пётр Жуков (46) — майор Рабоче-крестьянской Красной Армии, участник Великой Отечественной войны, Герой Советского Союза.
- 23 декабря — Михаил Зуев-Ордынец (67) — русский писатель-фантаст, автор исторических и приключенческих произведений.
- 23 декабря — Ангела Пискерник (81) — австрийский и югославский ботаник, консервационист.
- 26 декабря — Вера Станевич (77) — поэт, переводчик западноевропейской литературы.
- 27 декабря — Иосиф Кардович (68) — советский политический деятель, председатель Исполнительного комитета Витебского областного Совета (1949-1953).
- 28 декабря — Андрей Крыжановский (50) — гвардии подполковник, командир батальона.
- 29 декабря — Михаил Садовский (80) — российский и украинский военный и общественный деятель.
- 31 декабря — Пётр Бейтнер (65) — армянский советский художник, художник-постановщик советского кино.

## Дата неизвестна или требует уточнения
- Антал Уйвари (59—60) — венгерский гандболист, выступавший на Летней Олимпиаде 1936 года в Берлине (вместе со своей командой занял четвёртое место в олимпийском турнире).